# Kaci Battaglia
Kaci Lyn Battaglia (Clearwater, 3 ottobre 1987) è una cantautrice statunitense.

## Carriera
A soli undici anni ha pubblicato l'album A Thousand Stars. Nel 2001 ha guadagnato successo con il singolo Paradise, cover dell'omonimo brano di Phoebe Cates del 1982. Il disco Paradise contiene anche la cover di I Think I Love You della The Partridge Family (1970).
Nel 2010 pubblica l'album Bring It On, che contiene i singoli Crazy Possessive e Body Shots (feat. Ludacris).
Nel 2013 si è ritirata ufficialmente dal mondo musicale.

## Discografia
Album in studio
- 1998 - A Thousand Stars
- 2001 - Paradise
- 2010 - It On